# Laplatasaurus araukanicus
Il laplatasaurus (Laplatasaurus araukanicus) è un grande dinosauro erbivoro appartenente al gruppo dei sauropodi. I suoi resti sono stati rinvenuti in Argentina in strati del Cretaceo superiore (Campaniano - Maastrichtiano).

## Etimologia
Il genere Laplatasaurus fu denominato nel 1927 dal paleontologo Friedrich von Huene, ma senza una formale descrizione e rimase così un nomen nudum fino al 1929, quando dallo stesso autore fu descritta la specie tipo L. araukanicus.
Il nome del genere, Laplatasaurus, si riferisce alla città argentina di La Plata, mentre il nome della specie, L. araukanicus, deriva dalla popolazione locale degli Araucanos o Mapuche.

## Caratteristiche
In base ai ritrovamenti di grandi ossa di zampe, il laplatasauro è considerato un "classico" membro del gruppo dei sauropodi titanosauri. Dotato verosimilmente di collo e coda molto allungati, il laplatasauro poteva raggiungere la lunghezza di diciotto metri e il peso di 25 tonnellate. Le misure, però, sono alquanto indicative: i resti fossili includono molte ossa sparse, rinvenute in diverse località e addirittura in diversi piani stratigrafici. Alcuni paleontologi, quindi, hanno messo in discussione la validità della specie. Sembra comunque che il dinosauro proprietario di queste ossa fosse di struttura piuttosto snella, contrariamente ad altri giganti quali il contemporaneo Argyrosaurus.
Insieme alle ossa sono state rinvenute alcune piccole strutture che andavano a comporre una corazza. Dapprima queste strutture erano state ritenute appartenere a un anchilosauro, ma dopo la scoperta di Saltasaurus, nel 1980, sono state attribuite allo stesso Laplatasaurus. Con tutta probabilità, il laplatasauro era un sauropode dal dorso corazzato facente parte della famiglia dei saltasauridi.

## Classificazione
Il genere Laplatasaurus fu considerato da Powell nel 2003 come un sinonimo del genere Titanosaurus, ma l'anno seguente fu riconsiderato come genere valido da Upchurch con la riconferma da parte di Salgado e Coria nel 2005.
Altri resti inizialmente attribuiti da von Huene al genere Laplatasaurus sono stati rinvenuti in Madagascar e denominati L. madagascariensis, oggi considerato invece Titanosaurus madagascariensis e  L. wichmannianus, poco dopo corretto in Antarctosaurus wichmannianus.  È possibile che alcuni di questi resti (comprendenti elementi della corazza) appartengano al ben più conosciuto titanosauro Rapetosaurus.